# Nadieżda Kibardina
Nadieżda Nikołajewna Kibardina (ros. Надежда Николаевна Кибардина, ur. 8 lutego 1956 roku w mieście Nabierieżnyje Czełny) – rosyjska kolarka torowa i szosowa reprezentująca także ZSRR, dwukrotna mistrzyni świata w kolarstwie torowym oraz sześciokrotna medalistka szosowych mistrzostw świata.

## Kariera
Pierwszy sukces w karierze Nadieżda Kibardina osiągnęła w 1980 roku, kiedy na torowych mistrzostwach świata w Besançon zdobyła złoty medal w indywidualnym wyścigu na dochodzenie. Sukces ten powtórzyła podczas rozgrywanych rok później mistrzostw świata w Brnie. Sześć lat później wystartowała na szosowych mistrzostwach świata w Villach, gdzie wspólnie z Ałłą Jakowlewą, Tamarą Polakową i Lubow Pogowicznikową zdobyła złoty medal w drużynowej jeździe na czas. W tej samej konkurencji reprezentantki ZSRR wygrały również na mistrzostwach świata w Chambéry w 1989 roku, a na mistrzostwach w Ronse w 1988 roku zajęły drugie miejsce. Ponadto na mistrzostwach świata w Utsunomiya w 1990 roku i rozgrywanych rok później mistrzostwach w Stuttgarcie Kibardina wraz z koleżankami z reprezentacji zdobywała brązowe medale. W barwach Rosji zdobyła jeszcze jeden medal w drużynowej jeździe na czas – razem z Gulnarą Fatkuliną, Natalją Grininą oraz Aleksandrą Kolasiewą zdobyła brąz na mistrzostwach świata w Benidorm w 1992 roku. Wielokrotnie zdobywała medale mistrzostw kraju, ale nigdy nie wystartowała na igrzyskach olimpijskich.